# Anopheles algeriensis
Anopheles algeriensis is een muggensoort uit de familie van de steekmuggen (Culicidae). De wetenschappelijke naam van de soort is voor het eerst geldig gepubliceerd in 1903 door Frederick Vincent Theobald.